# ميت فارس (المنوفية)
ميت فارس إحدى قرى مركز بركة السبع التابع لمحافظة المنوفية بجمهورية مصر العربية.

## التاريخ
قرية ميت فارس من القرى القديمة، حيث وردت باسم «منية فارس» في أعمال الغربية ضمن قرى الروك الناصري التي أحصاها ابن الجيعان في كتاب «التحفة السنية بأسماء البلاد المصرية». وفي العصر العثماني وردت باسم «منية فارس» في التربيع العثماني الذي أجراه الوالي العثماني سليمان باشا الخادم في عصر السلطان العثماني سليمان القانوني ضمن قرى ولاية الغربية، وفي تاريخ 1228هـ/1813م الذي عدّ قرى مصر بعد المسح الذي قام به محمد علي باشا باسم «ميت فارس» ضمن قرى مديرية المنوفية.

## السكان
بلغ عدد سكان ميت فارس 8,147 نسمة، حسب الإحصاء الرسمي لعام 2006.